# Rickmansworth (Metropolitano de Londres)
Rickmansworth é uma estação ferroviária de intercâmbio em Rickmansworth, Hertfordshire, a noroeste do Centro de Londres, servida pela Metropolitan line do Metrô de Londres e pela Chiltern Railways. É uma das poucas estações do Metrô de Londres além da Grande Londres e, como consequência, está na Zona 7 do Travelcard. A estação é um bom local para descer e explorar o Vale do Chess.

## História
A linha para Rickmansworth foi autorizada em 1880 e a estação foi inaugurada em 1 de setembro de 1887 como o terminal da extensão da Metropolitan Railway de Pinner. Em 1889, a linha foi estendida de Rickmansworth a Chesham. Rickmansworth foi compartilhada com a Great Central Railway, que alcançou Quainton Road em 1898. A extensão da eletrificação da Linha Metropolitana trouxe serviços elétricos para Rickmansworth em 5 de janeiro de 1925.
Em 1925, outra plataforma foi construída na extremidade sul da estação para o ramal de Watford. Posteriormente, a eletrificação chegou a Amersham com os trens da British Rail completando a viagem para Aylesbury. O ônibus Rickmansworth-Watford cessou e o último trem a vapor funcionou em 10 de setembro de 1961.
Os trens rebocados por locomotivas elétricas do Metropolitan foram substituídos pelos estoques A60 e A62. Posteriormente, isso foi estendido para Amersham quando o novo estoque S8 foi lançado.
Rickmansworth ainda é um dos poucos locais na Met onde os maquinistas estão baseados e continua sendo um ponto de troca para os maquinistas da linha Metropolitan. Rickmansworth hospeda a sede do lado operacional da seção norte da Met, controlando os sinais na linha de Northwood a Watford e Chorleywood.
Em 2018, foi anunciado que a estação teria acesso gratuito até 2022, como parte de um investimento de £200 milhões para aumentar o número de estações acessíveis no Metrô de Londres.

## Serviços
No Metrô de Londres, a estação é servida pelos trens da linha Metropolitan para Amersham e para Chesham a partir de Baker Street e a partir de Aldgate.
Na National Rail, Rickmansworth é servida pela Chiltern Railways entre Marylebone e Aylesbury via Harrow-on-the-Hill.
Há dois trilhos na estação, compartilhados em ambas as direções pelos trens do Metrô de Londres e da National Rail. Existem serviços ocasionais entre Rickmansworth e Watford que utilizam a 'Curva Norte' do trilho. No horário de 2021 havia dois no início da manhã e um no final da noite.